# La Joueuse de luth
La Joueuse de luth – ou Suonatrice di liuto en italien – est un tableau réalisé par le peintre italien Orazio Gentileschi vers 1612-1620. Cette huile sur toile représente une jeune femme en robe jaune accordant un luth assise à une table où sont posés un violon et des carnets de chant. Achetée en 1962, l'œuvre est conservée à la National Gallery of Art, à Washington, aux États-Unis.